# 德米特里·阿夫拉莫维奇
阿夫拉莫维奇（Dimitrije Avramović，1815-1855），塞尔维亚画家。生于斯维基·伊凡·沙卡什凯，死于诺维萨德。
曾先后在诺维萨德和维也纳学画，1848年革命时创作了大量知识分子肖像。《乌依奇肖像》（1843年）和《穿白衣的男孩》（1843年）是其中代表作。此外，他在艺术理论方面也有很大贡献。